# Jan Samsom
Jan Samsom (Woerdense Verlaat, 13 maart 1954) is een Nederlands beeldend kunstenaar.

## Biografie

### Jeugd en opleiding
Samsom volgde de HBS-b in Alphen a/d Rijn en Utrecht. Hij studeerde Nederlandse taal- en letterkunde aan de Rijksuniversiteit Utrecht. Daarna deed hij de opleiding tot allround timmerman aan het Centrum Vakopleiding Volwassenen en doorliep vervolgens de Academie voor Beeldende Kunsten te Arnhem.

### Loopbaan
Samsom is sinds 1984 werkzaam in Utrecht. Hij kreeg de opdracht om verschillende kunstwerken te maken voor openbare ruimtes, tentoonstellingen, scholen en andere instellingen. Daarnaast was hij van 1985 tot 2007 secretaris van de Vereniging van Beeldend Kunstenaars De Gevestigde Orde en van 1991 tot 1997 penningmeester van de stichting Dansend Hart. Sinds 2007 is hij lid van de Raad van Toezicht van de stichting Z25.org, die innovatie door nieuwe media in de beeldende kunst nastreeft.

## Werken
- (1987) Obelisk, Zoetermeer
- (1987) Piramide, Zoetermeer
- (1988) Kunstwerk Bonifatiusschool, Utrecht
- (1990) Ikarus, Dordrecht
- (1991) Het Galjoen, Hoofddorp i.s.m. Egon Kuchlein
- (1991) Huis bij het Meer, Utrecht
- (1993) Balans, op de rotonde bij de Daalseweg in Nijmegen[1]
- (1996) Het baken van Hattem, Hattem
- (1997) De Visch, Berkel en Rodenrijs
- (1998) Poorten voor de Koningsweg, Soest
- (1999) Opengewerkte Kegel, Hoorn
- (2001) De Vis, Wateringen
- (2002) De Brug van Berlicum, Berlicum
- (2002) Empty Eyes, Bussum
- (2003) Palmvissen, Middelharnis
- (2009) SeahorseCentaur, Blerick
- (2015) Het regent zonnestralen, Doesburg

## Afbeeldingen

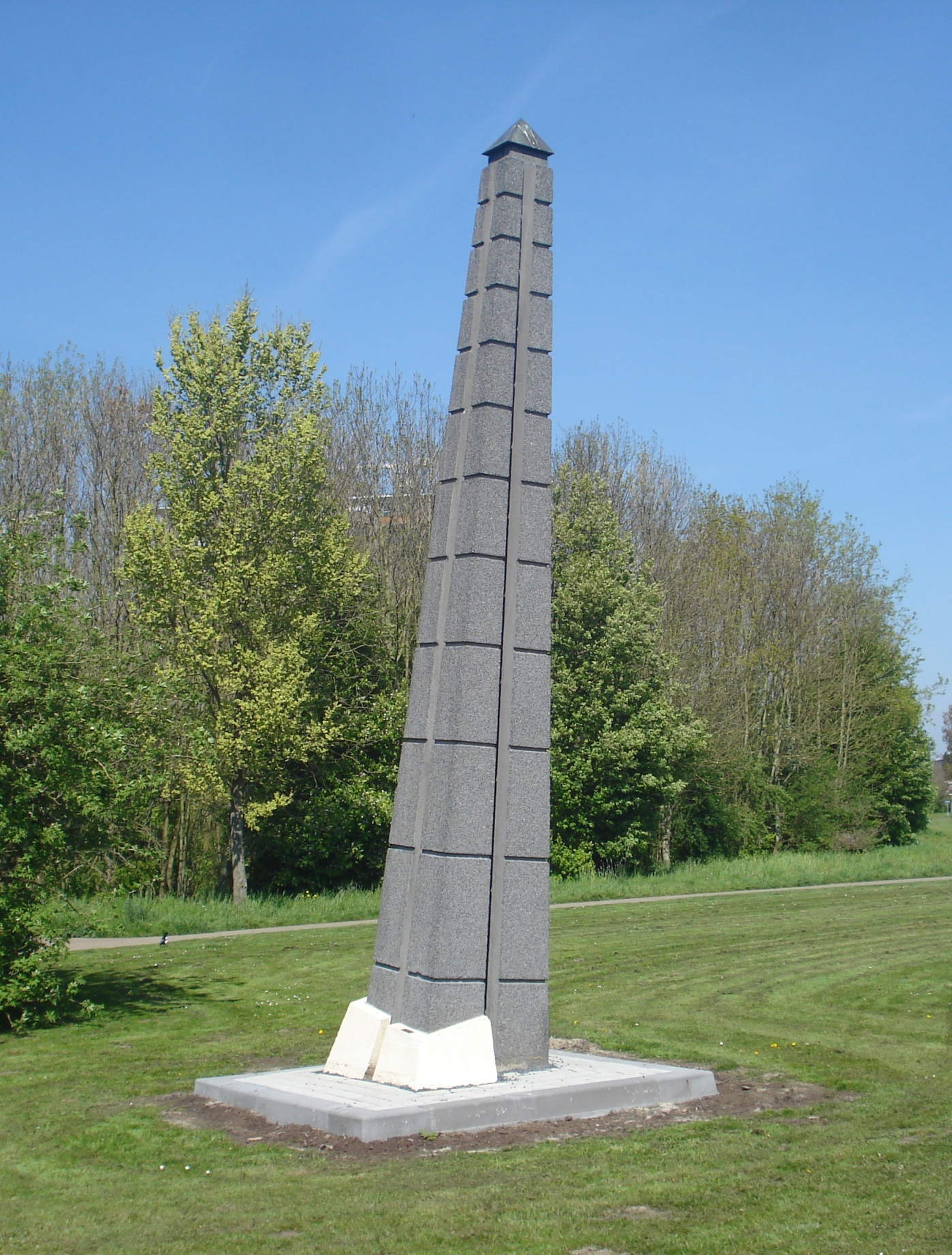
Obelisk
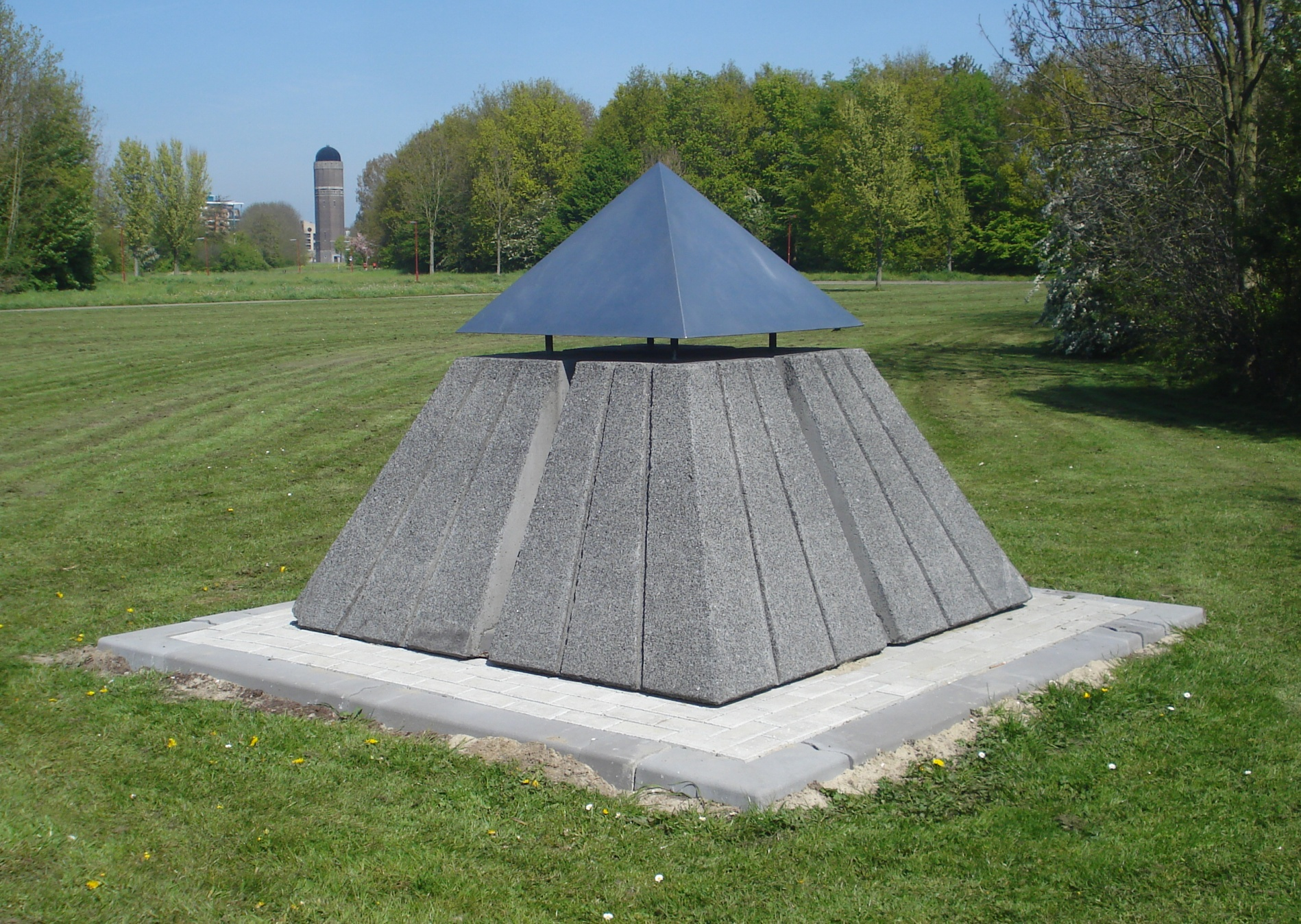
Piramide
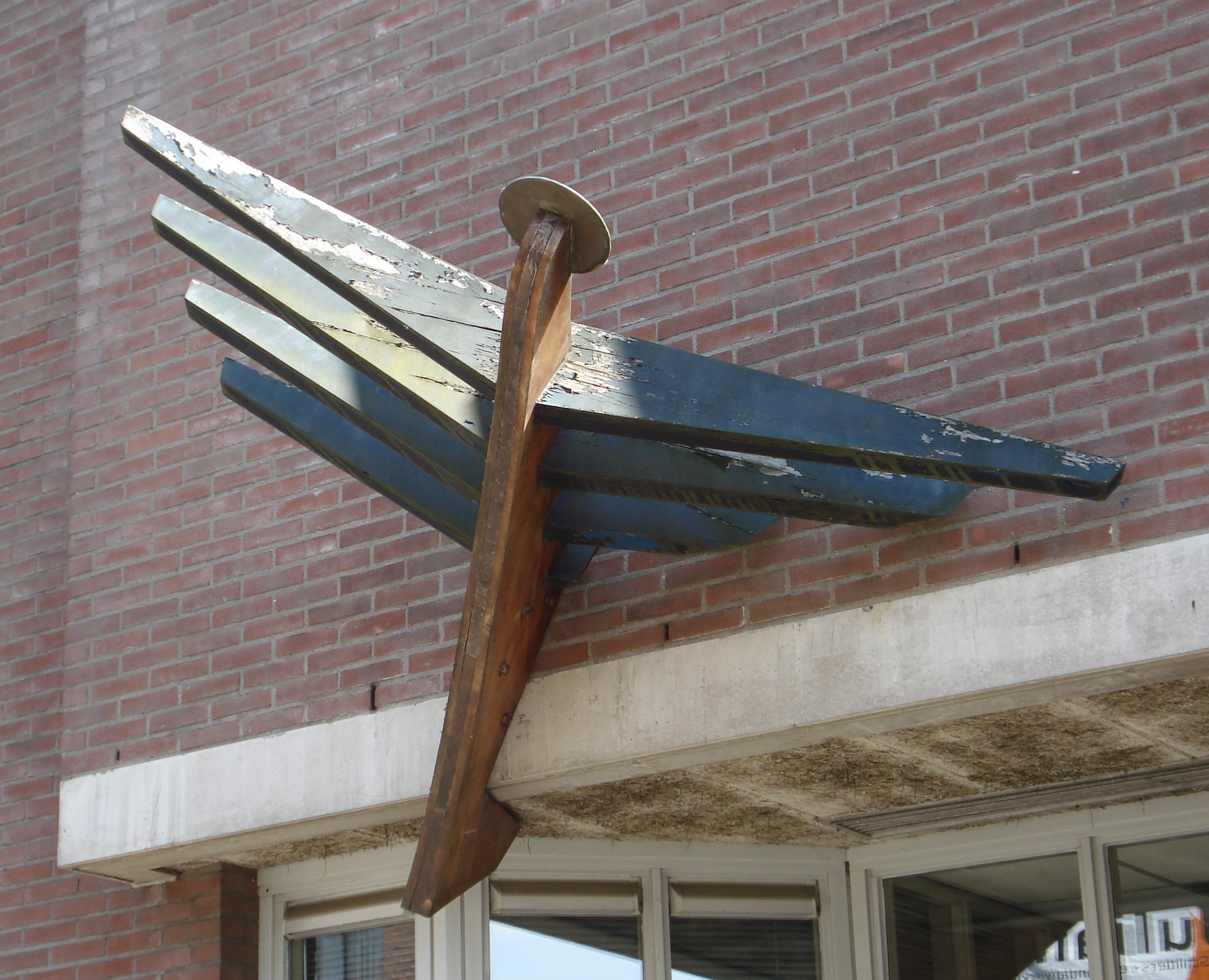
Ikarus
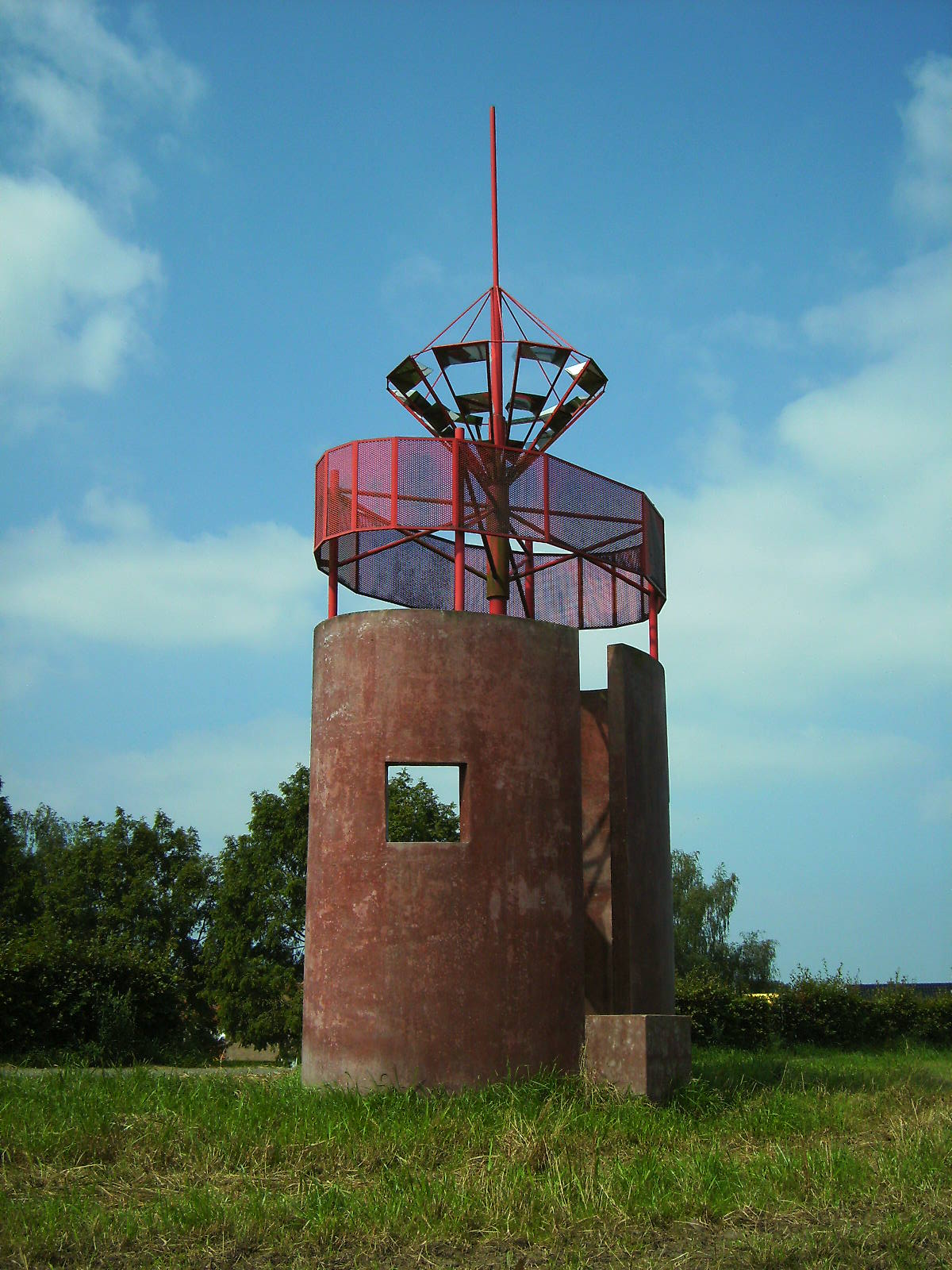
Het baken van Hattem
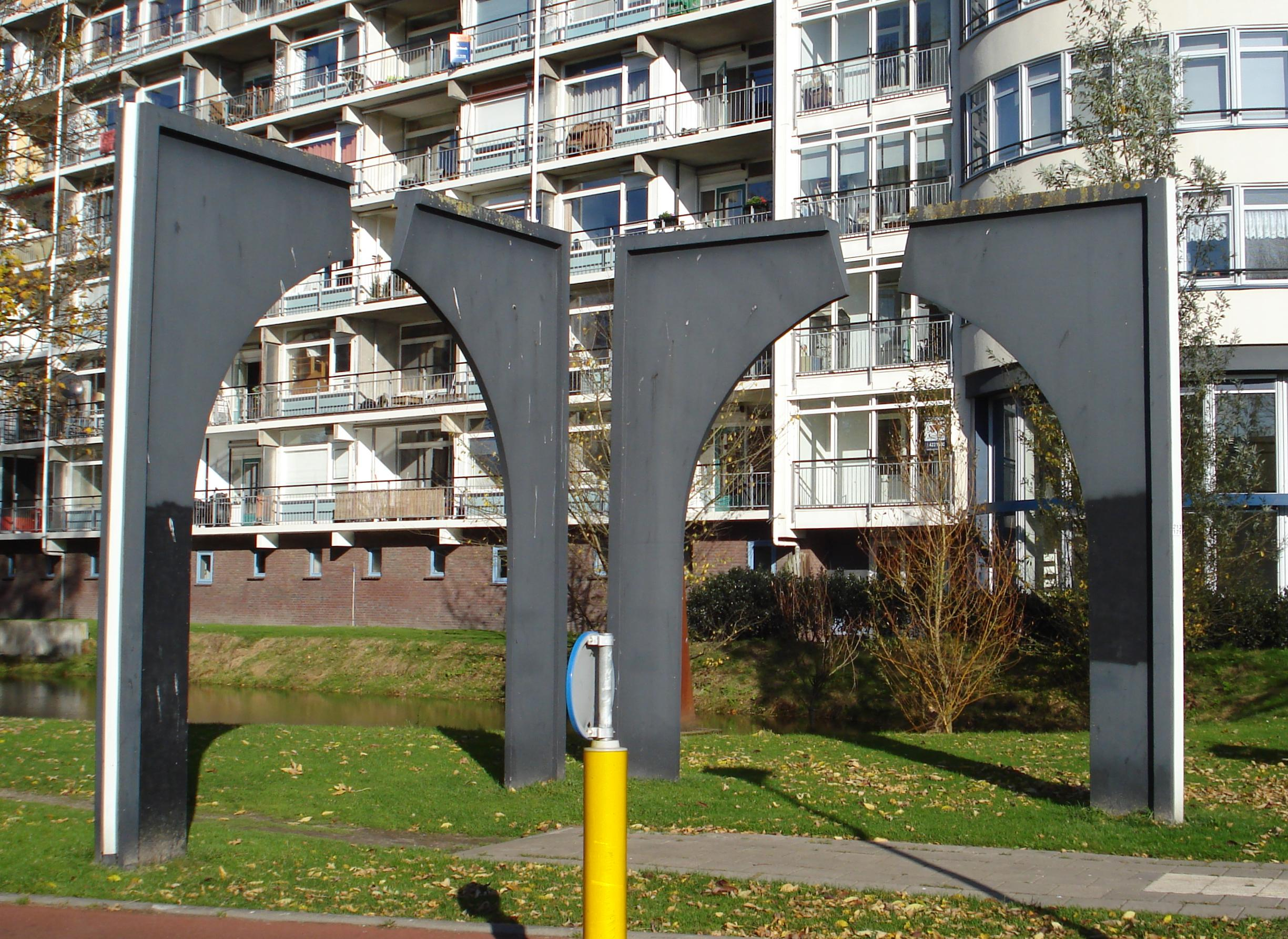
Poorten voor de Koningsweg

## Trivia
Jan Samsom is kleurenblind.
- RKD-Nederlands Instituut voor Kunstgeschiedenis: 69510